# Isimud

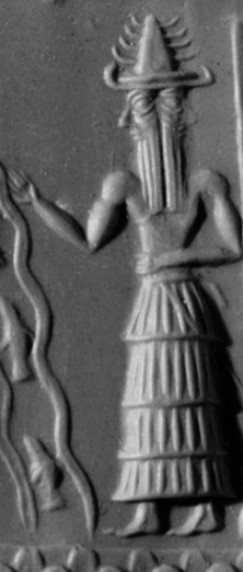
Isimud

Isimud (Ismuz o Ismud) fue un dios mensajero en la antigua Mesopotamia, que era reconocido por poseer dos caras. Era mensajero y ministro o visir del dios Enki. Generalmente se le representaba con las dos caras, mirando hacia lados opuestos. Cuando Enki le consulta si puede tener relaciones con sus bellas hijas, él aconseja que haga el amor a Ninsar, luego a Ninkurra y luego a Uttu, y le lleva a ver a cada una de éstas en una embarcación, según relata el Mito de Enki y Ninhursag.